# 阿卜杜勒-邁吉德一世
蘇丹阿卜杜勒-邁吉德（土耳其語：Sultan Abdülmecid，1823年4月25日—1861年6月25日），又稱阿卜杜勒-邁吉德一世，是奧斯曼帝國的第三十一任蘇丹，於1839年7月2日繼承其父馬哈茂德二世而登基。
他在任期間須面對帝國各地民族主義運動的挑戰。他嘗試推行奧斯曼主義以提高分離主義者對帝國的歸屬感，以遏止民族主義運動。儘管阿卜杜拉·邁吉德一世推行新的法例及改革，致力將國內非穆斯林及非土耳其人融合到奧斯曼帝國的社會，但未能成功。
他亦嘗試鞏固與西歐主要勢力的關係，即英國、法國，並在克里米亞戰爭並肩作戰，對抗俄國。在1856年3月30日的巴黎會議裡，奧斯曼帝國被承認為歐洲國家。阿卜杜勒-邁吉德一世最大的成就是推行坦志麥特改革，該改革由其父馬哈茂德二世開始制定，結果成功使土耳其於1839年現代化。

## 早年生涯
阿卜杜勒-邁吉德一世生於伊斯坦堡比錫達斯的薩希爾宮或托卡比皇宮，他的母親是馬哈茂德二世的第二任妻子，即蘇丹皇太后貝茲米雅萊姆，原名蘇茜（1807年－1852年），是一位俄國猶太人。
阿卜杜勒-邁吉德一世接受歐式教育，能操流利法語，對文學及古典音樂尤感興趣，這與繼任的阿布杜勒阿齊茲相似。與父親馬哈茂德一樣，他主張改革，並獲得一些開明的維奇爾支持，如穆斯塔法·雷斯特·帕夏、阿里·帕夏及福阿德·帕夏。他在任時須與反對改革的保守派周旋。阿卜杜拉·邁吉德一世是第一位會在特設的日子，通常是星期五，親自處理公眾的申訴。阿卜杜拉·邁吉德一世親自出巡帝國各地，視察坦志麥特改革的成效。他在1844年到過伊茲密特、穆丹亞、布爾薩、蓋利博盧半島、恰納卡萊、利姆諾斯島、莱斯沃斯岛及希俄斯岛，在1846年巡視巴爾幹半島各省。

## 統治
阿卜杜拉·邁吉德一世繼位後，奧斯曼帝國正處於重要關頭。正當父親的死訊正在傳達至伊斯坦堡之際，奧斯曼帝國軍在尼濟普被叛變的埃及總督穆罕默德·阿里擊敗。同時，穆罕默德·阿里訛稱亞歷山大港已被蘇丹的顧問賣給俄國，使艾哈邁德·費夫齊·帕夏將港口交給對方，奧斯曼帝國的艦隊正趕往亞歷山大港。在歐洲勢力的介入下，穆罕默德·阿里被迫妥協，簽訂黎凡特和平協議 (Convention of the Pacification of Levant)，奧斯曼帝國免於受到進一步攻擊，並重新佔據敍利亞、黎巴嫩及巴勒斯坦。

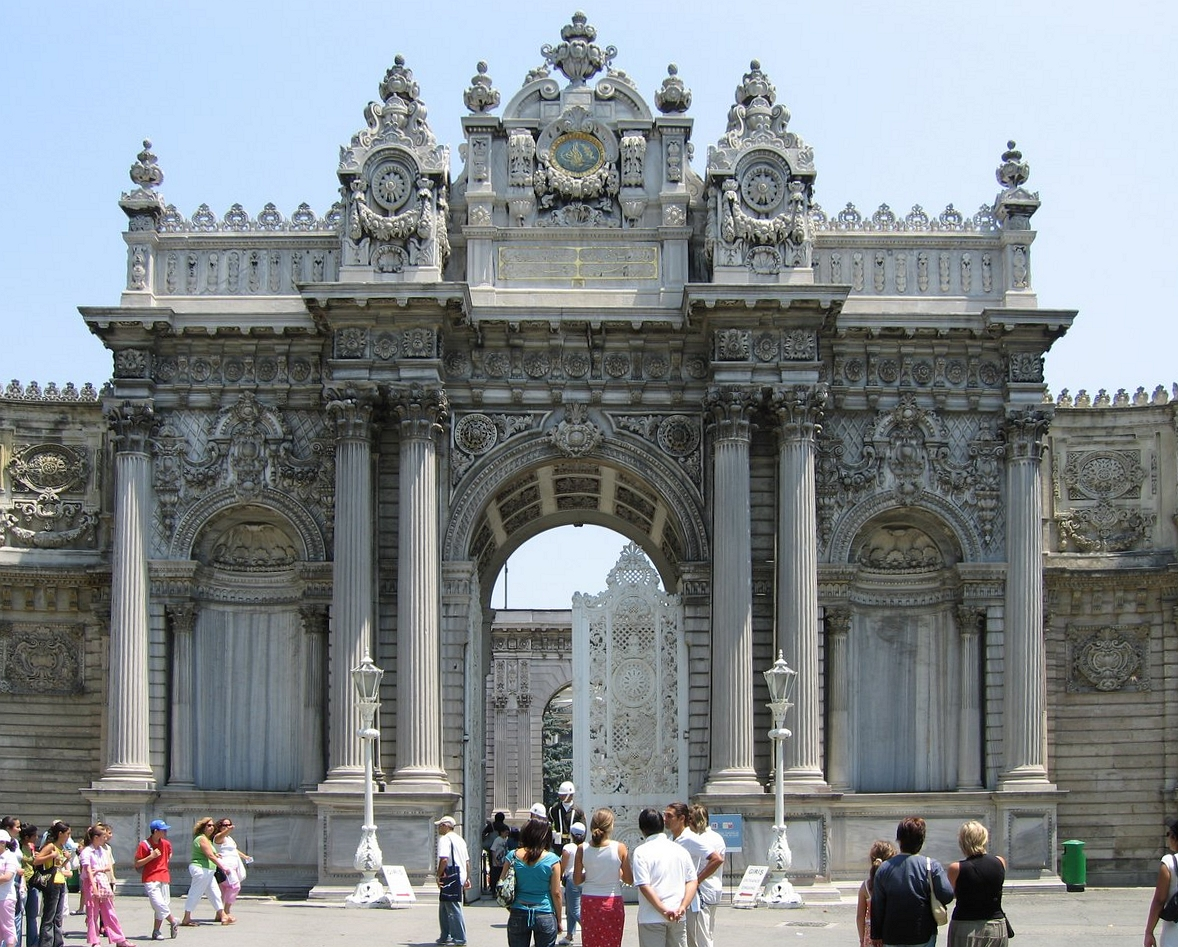
朵馬巴切皇宮是伊斯坦堡首個歐式皇宮，建於1842至1853年間阿卜杜拉·邁吉德一世在任時，耗費五百萬奧斯曼金鎊，相當於35噸黃金，當中的十四噸黃金用於修建皇宮內部的天花。維多利亞女王贈送的世上最大波希米亞式水晶吊燈位於主殿。朵馬巴切皇宮是世上波希米亞及巴卡拉水晶吊燈收藏量最多的地方，甚至是樓梯也是以巴卡拉水晶所建。

為了履行父親的遺志，阿卜杜拉·邁吉德一世馬上著手推行改革。1839年11月頒佈的法令哈特-艾·沙里夫，又稱坦志麥特化曼尼，落實了改革的實施。1856年2月頒佈的法令哈特-艾·于馬雲（Hatt-ı Hümayun）在克里米亞戰爭接近結束時被追加入哈特-艾·沙里夫。法令訂明，蘇丹每一位國民的性命和財產都應得到保障，稅項必須合理徵收，以正義公平的原則管治，所有人都應有宗教自由及相對的民權。這與穆斯林的管治階層及阿訇完全抵觸。在一些偏遠地區，法令強制執行，導致阿卜杜拉·邁吉德一世在任時爆發了多次叛變。
阿卜杜拉·邁吉德一世推行的改革，其主要措施有：
- 奧斯曼鈔票的流通（1840年）[16]
- 重組軍隊（1834年－1844年）[17]
- 奧斯曼國歌及國旗的採用（1844年）[18]
- 參照法國的模式重整財政系統
- 參照法國的模式重整民事及刑事法[19]
- 設立「梅傑利斯-伊·馬阿里夫·烏穆米耶」（1845年），這是奧斯曼議會（1876年）的雛形[16]
- 設立公共教育議會（1846年）[20]
- 設立首所現代大學（1848年）
- 廢止向非穆斯林徵收的人頭稅（1856年）[21]
- 允計非穆斯林參軍（1856年）
- 多個改善公共服務及振興商業的措施

另一個重要的改革是法律不再規定必須佩帶頭巾，土耳其氈帽逐漸流行。歐洲的時尚亦被法庭採納（1925年，大國民議會制定「帽子法」，禁止佩帶土耳其氈帽）。
1847年，阿卜杜拉·邁吉德一世在貝拉貝伊皇宮將電報的專利權頒授給薩繆爾·摩爾斯，阿卜杜拉·邁吉德一世親自試用過這新發明。

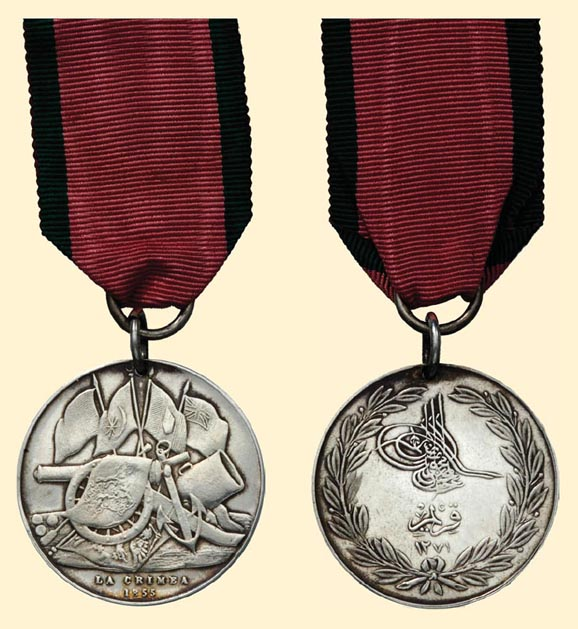
阿卜杜拉·邁吉德一世親自頒授給參與過克里米亞戰爭的英軍、法軍及薩丁尼亞的克里米亞戰爭勳章。

1849年，拉約什·科蘇特等人在匈牙利起義失敗後向土耳其尋求庇護。奧地利及俄國要求蘇丹交出他們，阿卜杜拉·邁吉德一世拒絕。1911年的大英百科全書說：「雖然他有些軟弱和易受唆擺，阿卜杜拉·邁吉德一世是一位仁慈和值得尊重的人物。不過，他統治後期的極度揮霍成為了污點。」
1852年，阿卜杜拉·邁吉德一世設立梅德伊迪勳章。
1854年8月25日，奧斯曼帝國獲得首筆外國貸款，在接著的1855年、1858年及1860年都分別獲得貸款。

1856年，阿卜杜拉·邁吉德一世被授以嘉德勳章，成為第717位騎士。此外，他又被授以塔與劍勳章，成為第52位大十字。
阿卜杜拉·邁吉德一世在1861年6月25日在伊斯坦堡逝世，死於結核，終年39歲，遺體葬在伊斯坦堡。其弟阿布杜勒阿齊茲繼位，他是當時奧斯曼家族裡最年長的。

## 徽章
一個流行的傳聞指出，1845年，愛爾蘭大饑荒導致過百萬人死亡。奧斯曼帝國蘇丹阿卜杜拉·邁吉德一世宣佈向愛爾蘭農民捐出一萬金幣賑災，但維多利亞女王要求蘇丹只捐出一千金幣，因為她只捐出二千金幣。阿卜杜拉·邁吉德一世於是捐出一千金幣，但暗中派出三艘裝滿食物的船隻前往愛爾蘭。英廷嘗試阻撓船隻進入，但船隻最終抵達德羅赫達，由奧斯曼帝國的水手卸載食物。
因此，愛爾蘭人，特別是德羅赫達的居民，對土耳其人非常友善。

## 家庭
阿卜杜拉·邁吉德一世有多名皇后和妃嬪，並誕下許多子女，其中四個在後來繼承為蘇丹。

### 皇后
Servetsezâ（1823年9月1日－1879年9月22日），切爾克斯人，1837年成為皇太子妃，阿卜杜拉·邁吉德一世於1839年7月2日即位後立為第一皇后，無子女。
捷芙凱芙札（1820年12月12日－1889年11月13日/12月17日），高加索人或喬治亞人，宮女出身，1839年8月1日，被立為第三皇后，1849年晉為第二皇后，誕下： 
- 穆拉德五世
- 艾麗伊蘇丹女（Aliye Sultan，1842年10月20日－1844年7月10日）[29]

蒂琳穆伊琴（1819年8月16日－1853年10月3日/11月2日），亞美尼亞人，宮女出身，為部門女長官（kalfa），1841年11月10日立為第四皇后，1849年晉第三皇后，誕下：
- 阿卜杜勒·哈米德二世
- 珊妮哈蘇丹女（？－1877年），沒有婚嫁[31]

古爾占瑪爾（1826年－1895年11月16日/12月29日），原名索菲亞，是一位高加索人，宮女出身，1843年3月27日立為第四皇后，誕下：
- 法特瑪蘇丹女（1840年11月1日－1884年8月29日），沒有婚嫁[33]
- 赫迪絲蘇丹女（1842年2月7日－1842年），與列菲亞蘇丹是雙胞胎[34]
- 列菲亞蘇丹女（1842年2月7日－1880年1月4日），與赫迪絲蘇丹是雙胞胎，沒有婚嫁[35]
- 穆罕默德五世
- 魯可亞蘇丹女（1850年－？），沒有婚嫁[36]

華迪琴南（1826年－1889年12月9日），高加索人，為阿卜杜勒-邁吉德一世的表妹，1841年納為第一幸人（Baş İkbâl），1849年立為第四皇后，1852年6月10日晉第三皇后，誕下：
- 慕妮爾蘇丹女（1844年12月9日－1862年6月29日）[38]，於1858年7月31日下國婿達馬特·易卜拉欣·伊拉米·帕夏（尊稱比伊阿凡提（Bey-Efendi）），誕下：
  - 尼爾·易卜拉欣蘇丹扎德（英语：Sultanzade）（尊稱比伊阿凡提）（1858年），早逝
  - 愛美妮·易卜拉欣漢尼姆蘇丹（Hanimsultan）（1858年5月24日－1931年6月19日），在1873年1月15日於開羅下嫁穆罕默德·鐵菲克·帕夏
  - 茲妮白·易卜拉欣漢尼姆蘇丹（1858年－1918年5月17日），於1880年下嫁馬哈茂德·哈姆迪·伊斯麥勒·帕夏（尊稱比伊阿凡提），並誕下：
    - 慕妮爾·馬哈茂德漢尼姆蘇丹（1884年7月18日－1944年11月18日），沒有婚嫁

  - 迪芙凱德·易卜拉欣漢尼姆蘇丹（1860年－1882年），沒有婚嫁
- 艾哈邁德·凱馬爾列伊斯皇子（1848年8月6日－1905年4月26日）[39]，1876年4月23日在多爾瑪巴赫切宮迎娶法特瑪·史札迪爾·漢尼姆·愛芬迪（1856年－1943年2月9日），並誕下：
  - 阿提耶土拉赫宗子（1878年－1878年）
  - 慕妮爾宗女（1880年5月17日－1939年10月7日），1907年7月29日在伊斯坦堡下嫁穆罕默德·沙拉赫·帕夏（尊稱比伊阿凡提），並誕下：
    - 艾哈邁德·凱馬爾列伊斯·卡里丁·比札德（尊稱比伊阿凡提）（1908年1月18日－1987年），沒有婚娶

古路絲圖，高加索人，宮女出身，1854年在父親安排下被納為妃嬪（位號不明），1860年立為第四皇后。
並誕下：
- 麥迪夏蘇丹女（1856年7月30日－1928年1月7日），沒有婚嫁
- 穆罕默德六世

拉希米·帕麗絲圖（1826年－1904年12月11日），皇姑埃斯瑪之養女，1861年6月25日立為第四皇后，無子女。其養子阿卜杜勒-哈米德二世即位後尊為蘇丹皇太后。
莎揚（1829年－1862年1月1日），切爾克斯人，宮女出身，1843年立為第四皇后，無子女。
貝茲米瑾（？－1909年1月25日），切爾克斯人，宮女出身，1849年立為第五皇后，無子女。夫死後，於1862年改嫁Tevfik Pasha。
瑪塔布（1830年－1888年），切爾克斯人，宮女出身，1845年納為妃嬪，1852立為第五皇后，誕下：
- 莎比哈蘇丹女（1848年4月15日－1849年4月27日）
- 艾哈邁德·努爾丁皇子（尊稱阿凡提）（efendi）（1852年3月31日－1885年10月30日）

### 妃嬪
沙法拉茲，阿布哈茲人，宮女出身，1851年封第一睞人（Gözde），後來晉第六幸人（Ikbal）、第二幸人，誕下：
- 蘇萊曼皇子（1861年－1909年6月16日），1885年迎娶費莉姍（1869年－1947年），育有一子。1886年迎娶安美娜·珍妮登，無所出，1893年迎娶法蒂瑪（1871年－1932年）。1895年迎娶艾絲查·達贊達（1880年－1958年），育有一子一女：
  - 穆罕默德·阿卜杜拉·哈里姆宗子（尊稱阿凡提）（1894年－1926年5月26日），191年迎娶森美亞·凱恩琳（1896年－？），並誕下：
    - 法蒂瑪宗女（1920年－），未有婚嫁
    - 成吉斯宗子（尊稱阿凡提）（1925-1950年10月10日），沒有婚娶

  - 愛美妮·妮絲耶宗女（1898年11月25日－1957年12月5日），1914年下嫁達馬特·伊斯麥勒·恩維爾·帕夏（尊稱比伊阿凡芬迪（1881年12月12日-1922年8月4日）。1923年再嫁前夫的弟弟達馬特·穆罕默德·凱末爾（尊稱比伊阿凡提）（1900年－1962年）
  - 穆罕默德·沙里弗丁宗子（尊稱阿凡提）（1904年5月19日－1966年）

娜蘭迪爾（Nalanıdil Hanımefendi）（1829年－1890年），切爾克斯人，位號不明，誕下：
- 姍妮哈蘇丹（1852年11月22日－1931年9月15日），沒有婚嫁

Nükhetsezâ，阿布哈茲人，宮女出身，1841年10月21日封第一幸人，誕下：
- 阿莉耶蘇丹女（1842年10月20日－1845年7月10日），沒有婚嫁
- 艾哈邁德皇子（1846年6月5日－1846年6月6日），沒有婚娶
- 穆罕默德·布爾哈尼丁皇子，已婚並有子女

娜思琳（Nesrin Hanımefendi），喬治亞人，封第二幸人，誕下：

杜茲迪迪爾，尤比克人，宮女出身，1842年10月8日封第一幸人，誕下：
- 塞米爾蘇丹女（英语：Cemile Sultan）

娜芙琪伊米莎爾（1827年－1854年8月5日），阿布哈茲人，宮女出身，後升為蘇丹皇太后的女侍官，1848年被納為妃嬪，封第四幸人，無子女。
莎耶絲特（1836年－1912年2月11日），阿布哈茲人，宮女出身，1852年被納為妃嬪，封第四幸人，後為穆罕默德六世養母，誕下：
- 阿卜杜拉皇子
- 娜迪爾蘇丹女（英语：Naile Sultan）（1856年9月30日－1882年1月18日），1876年下嫁穆罕默德·柏沙。

塞伊倫雅爾（1828年－1855年1月17日），切爾克斯人，1847年納為妃嬪，誕下：
- 穆罕默德·魯斯迪皇子

娜爾吉絲（1830年－1848年10月26日），切爾克斯人，1847年納為妃嬪，誕下：
- 穆罕默德·富阿德皇子

妮芙艾塞爾（Nev'eser）（1841年－1889年9月12日），阿布哈茲人，1858年被納為妃嬪，無子女。
莎芙達潤（1845年－1893年），切爾克斯人，1859年被納為妃嬪，無子女。